# Comuna de Dźwierzuty
Dźwierzuty (polaco: Gmina Dźwierzuty) é uma gminy (comuna) na Polónia, na voivodia de Vármia-Masúria e no condado de Szczycieński. A sede do condado é a cidade de Dźwierzuty.
De acordo com os censos de 2004, a comuna tem 6710 habitantes, com uma densidade 25,5 hab/km².

## Área
Estende-se por uma área de 263,35 km², incluindo:
- área agricola: 57%
- área florestal: 25%

## Demografia
Dados de 30 de Junho 2004:
|                      | Total   | Total | Mulheres | Mulheres | Homens  | Homens |
| -------------------- | ------- | ----- | -------- | -------- | ------- | ------ |
|                      | pessoas | %     | pessoas  | %        | pessoas | %      |
| População            | 6710    | 100   | 3339     | 49,8     | 3371    | 50,2   |
| Densidade (pop./km²) | 25,5    | 100   | 12,7     | 12,7     | 12,8    | 12,8   |

De acordo com dados de 2002, o rendimento médio per capita ascendia a 1420,94 zł.

## Comunas vizinhas
- Barczewo, Biskupiec, Pasym, Piecki, Purda, Sorkwity, Szczytno, Świętajno